# Minamisoma
Minamisoma (Japans: 南相馬市, Minamisōma-shi) is een havenstad in de prefectuur Fukushima op het eiland Honshu, Japan. Deze stad heeft een oppervlakte van 398,50 km² en telde begin 2008 ruim 71.000 inwoners.

## Geschiedenis
Minamisoma werd een stad (shi) op 1 januari 2006 na samenvoeging van de stad Haramachi (原町市, Haramachi-shi) en gemeentes Kashima (鹿島町, Kashima-machi) en Odaka (小高町, Odaka-machi). Bij de kernramp van Fukushima lag het zuiden van de gemeente binnen de evacuatiezone van 20 km en op 12 maart 2011 werd een deel van de bevolking ontruimd. Vooral het zuidwesten van de gemeente, in het Abukumagebergte, had te lijden onder radioactieve neerslag.

## Verkeer
Minamisoma ligt aan de Joban-hoofdlijn van de East Japan Railway Company.
Minamisoma ligt aan de Joban-autosnelweg en aan de autowegen 6 en 114.

## Geboren in Minamisoma
- Hiroyuki Nishiuchi (西内　洋行, Nishiuchi Hiroyuki), triatleet

## Aangrenzende steden
- Soma